# 観音橋 (広島市)
観音橋（かんのんばし）は、かつて広島市中心部を流れる天満川に掛かっていた橋である。

## 地理
広島市中区舟入地区と西区観音地区を結ぶ。橋のすぐ近くには、1962年に掛けられた国道2号線新観音橋がある。新観音橋は本来、観音橋の代替として掛けられたのだが、完成後も40年以上併用された。また新広島バイパスと西広島バイパスの接続地点にも近い。観音橋の延長線上には舟入本町商店街があり、周辺には広島市内の救急病院にも指定されている、広島市立舟入市民病院がある。

## 供用中当時
1928年に最初の橋が竣工した（1913年とする説もあり）。出来た当初は広島県立広島第二中学校（現観音高校）の通学路としても使われた。1944年の台風で橋脚が曲がり、1945年8月の原爆投下(爆心地から約1.45km)には耐え被爆者の避難路となり、9月の枕崎台風にも耐えたが、10月の洪水で落橋した。写真の橋へは1951年に復旧された。
その後、橋脚部が沈むなど老朽化に伴い、1960年代に車の通行は禁止されたが、近くの住民の生活道として、歩行者及び自転車専用橋として使われ続けた。新観音橋は勾配があり、また舟入病院に行くには廻り道になるためである。また橋の前には、大雨や洪水、強風、地震の時には新観音橋を渡る様に呼びかける看板も立てられた。2000年に入り、橋の特異性が『ズームイン!!朝!』等でもとり上げられた。しかし、さらなる老朽化により落橋の危険があるとして、2002年6月17日をもって供用は中止された。これまで、観音橋を使っていた人は上流側にある新観音橋を通行することになった。
供用が中止される際に、市民の間より掛け替えの声も上がったが、現時点では実現していない。

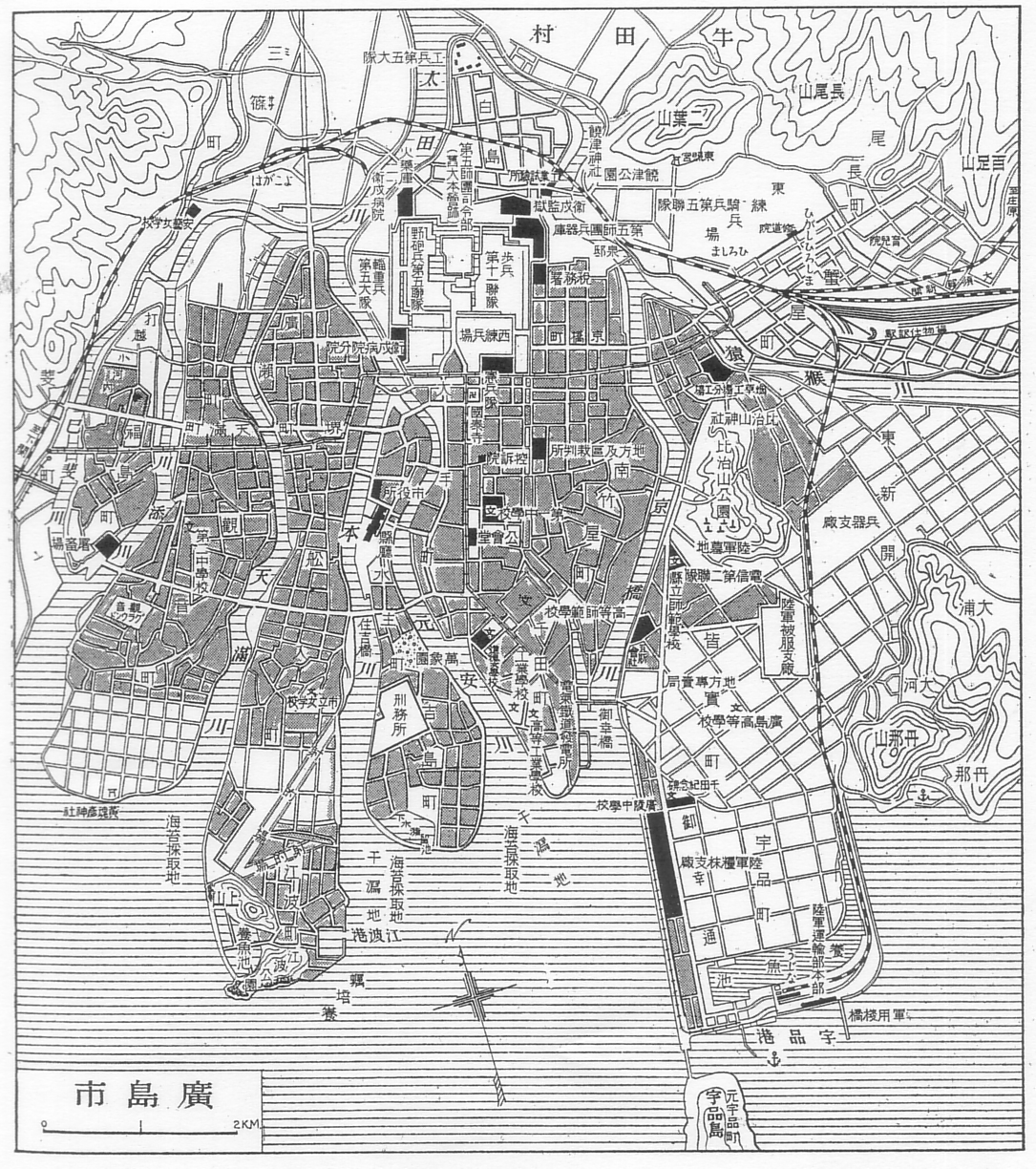
1930年ごろの広島市。天満川最下流の橋が観音橋。
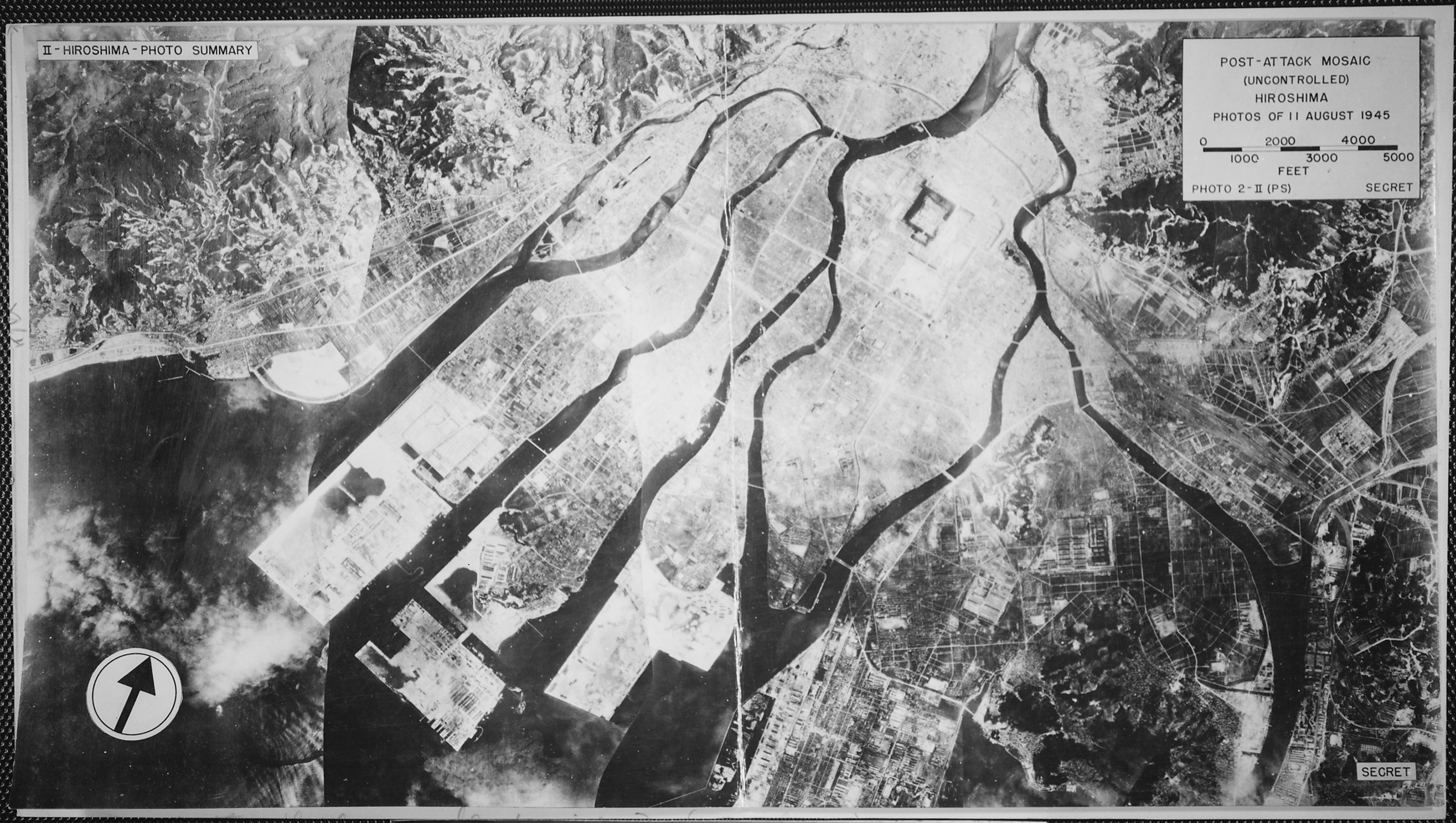
1945年被爆後の広島市。左地図の位置関係を参照。落橋していないとわかる。
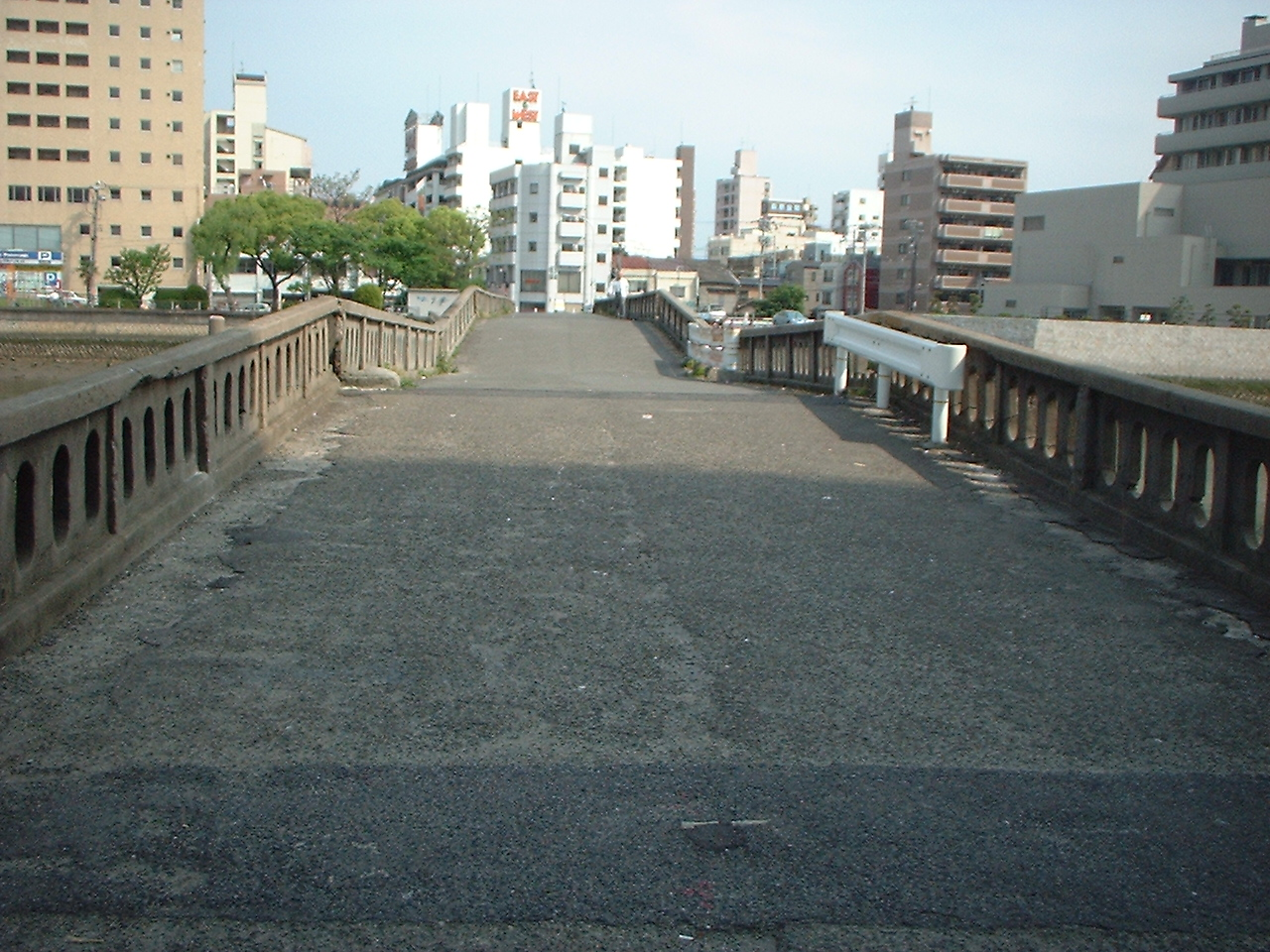
2001年4月撮影 供用中当時の路面。観音側より
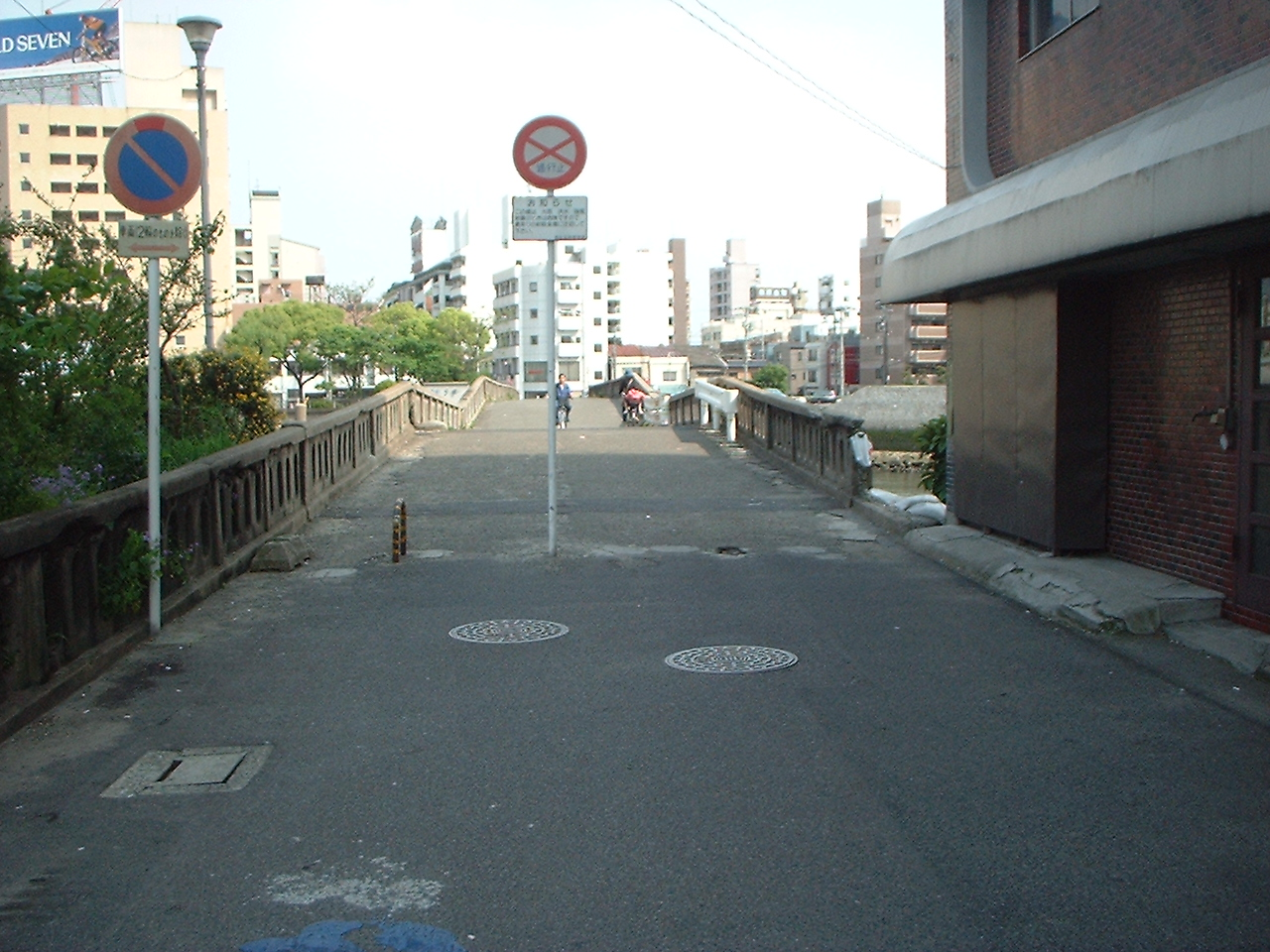
2001年4月撮影 供用中当時のアクセス道。観音側より

## 供用中止後

### 解体まで
2002年6月17日の供用中止後は、1年以上仮設のフェンス、その後恒久的なフェンスで通行止めしていたが、橋自体は当面の間は残っていた。しかし、2005年末に橋本体が解体され、2006年中に橋脚も撤去された。

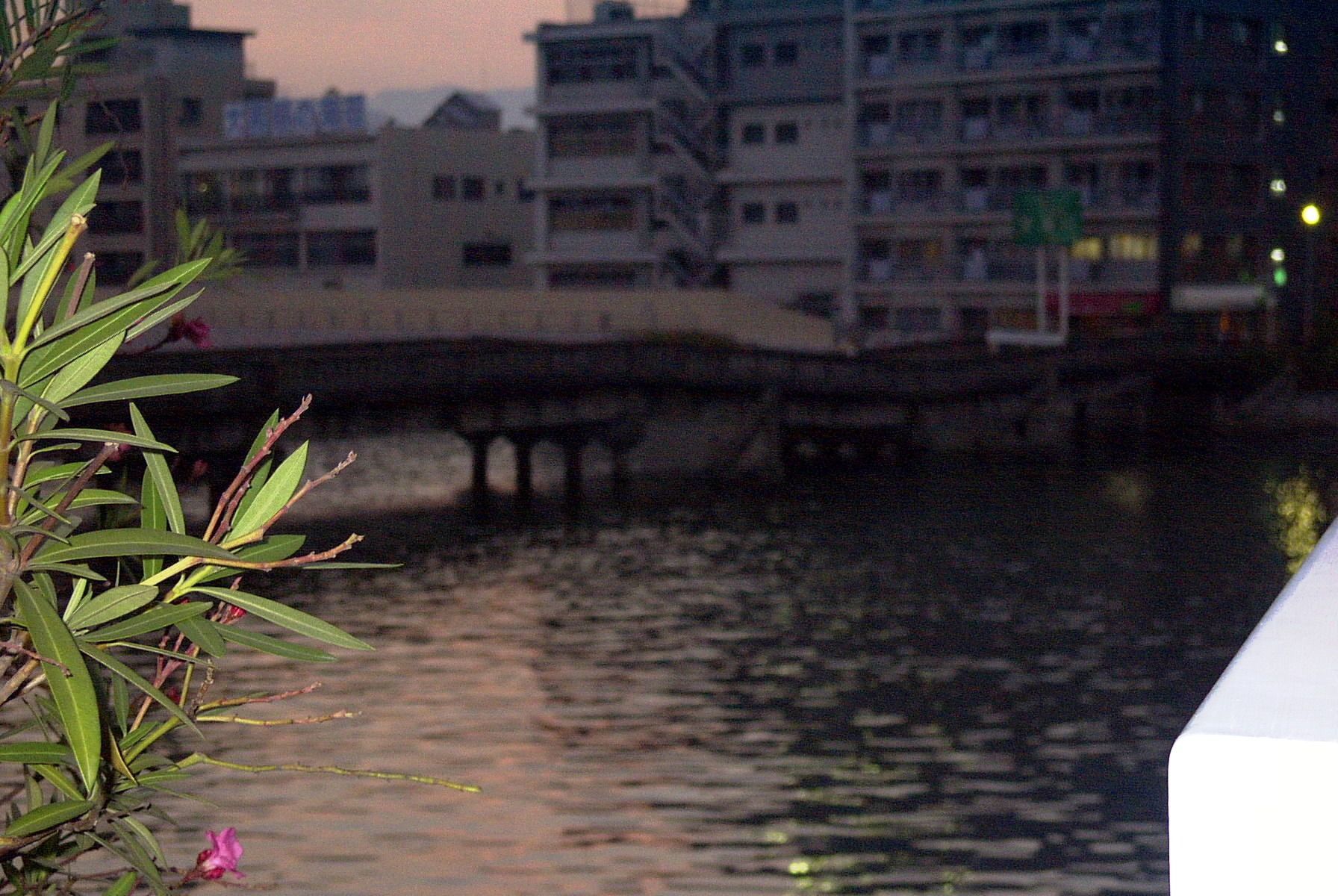
2002年9月撮影 新観音橋より撮影。若干下流側にある。
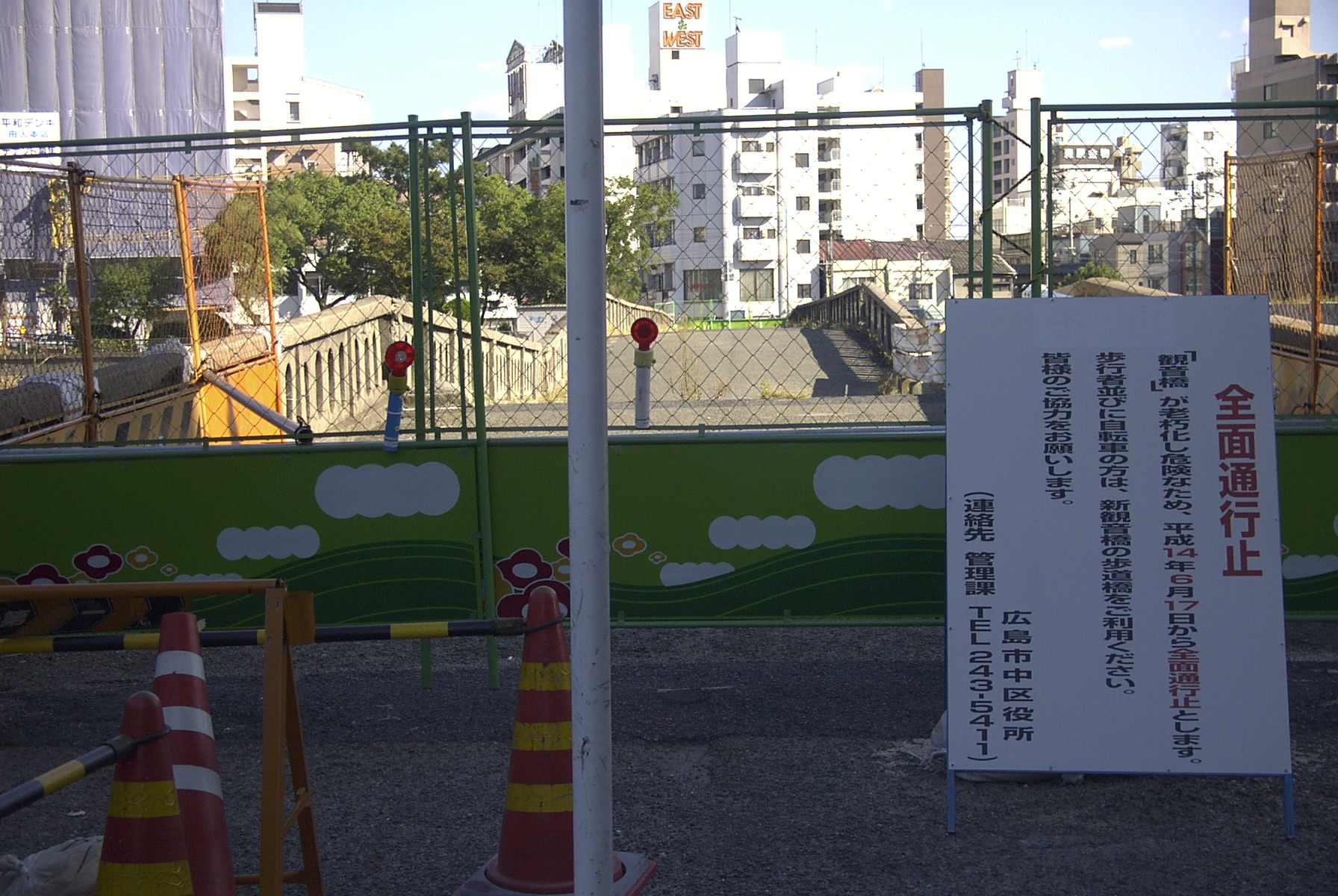
2002年9月撮影 供用中止から1年以上簡易的フェンスでふさがれた。
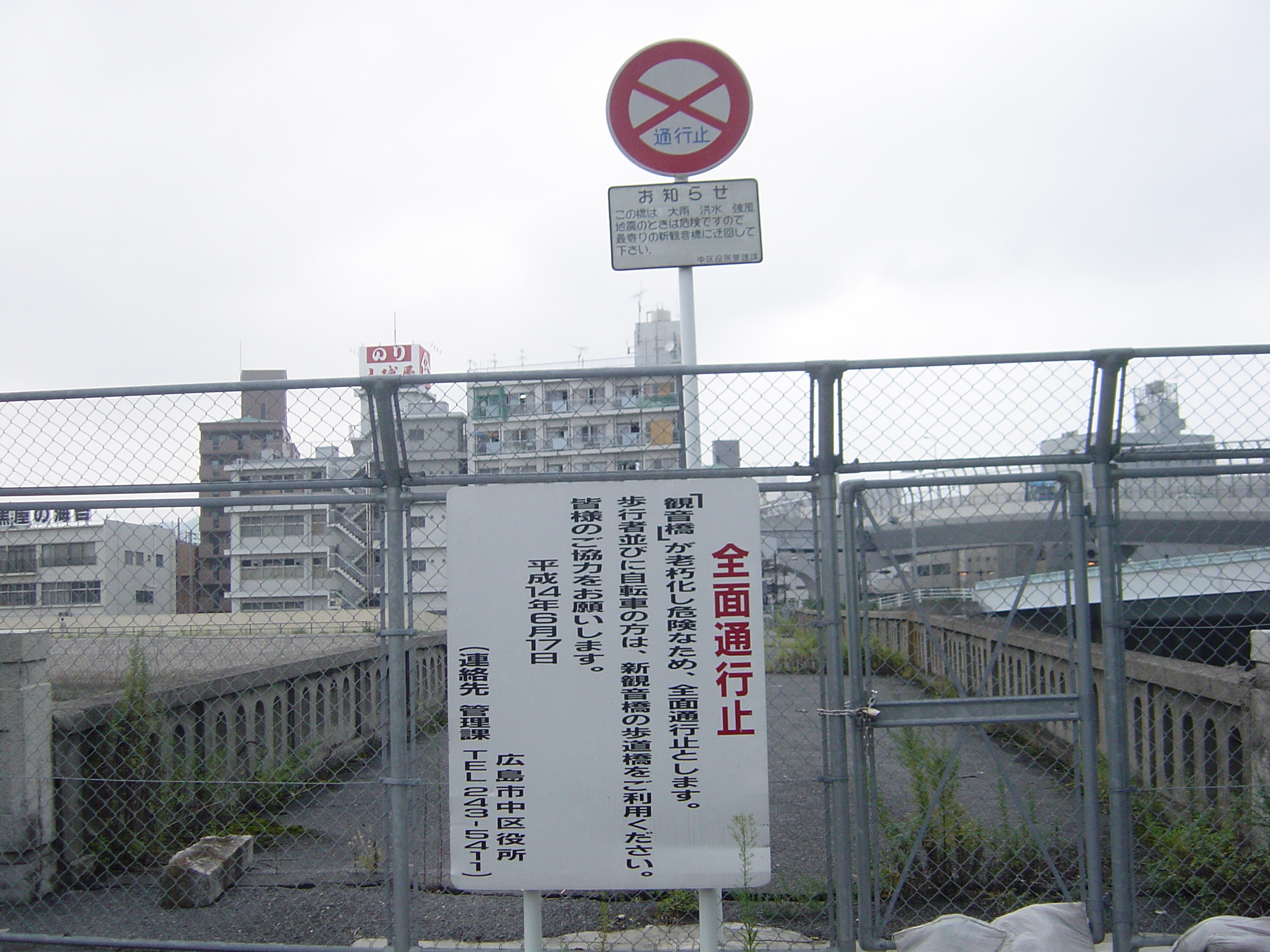
2005年9月撮影 解体直前。恒久的なフェンスでふさがれている。

### 解体後
2008年7月現在、橋本体に関しては現地に残っておらず、橋のあった名残は、橋へのアクセス道が残っていることと、護岸の石積が橋のあった部分のみ低くなっていることが当時の面影を残している。その護岸の石積も護岸工事の進捗より他の所に合わせ嵩を上げる工事が進んでいる。

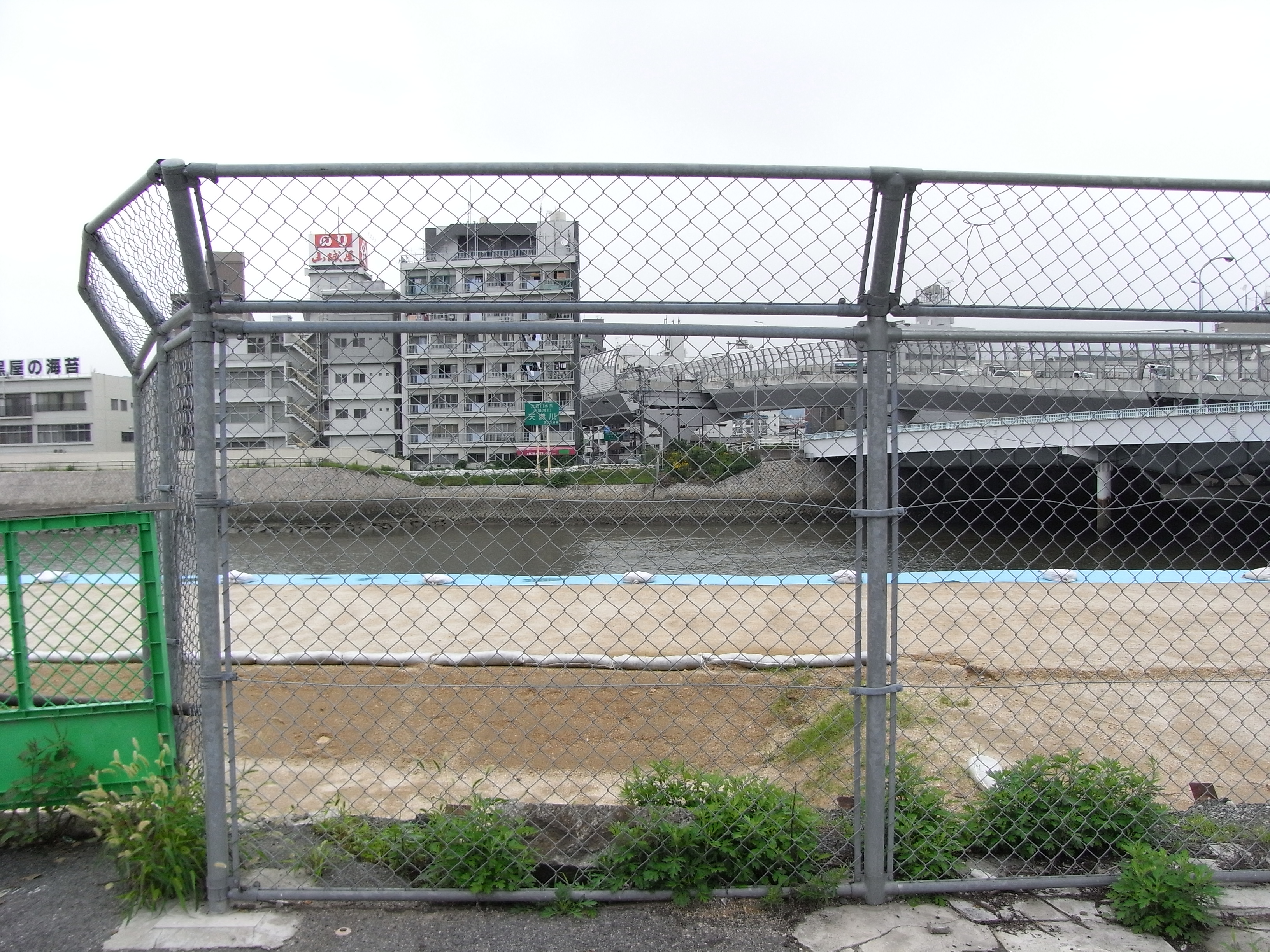
2008年7月撮影 舟入側より撮影
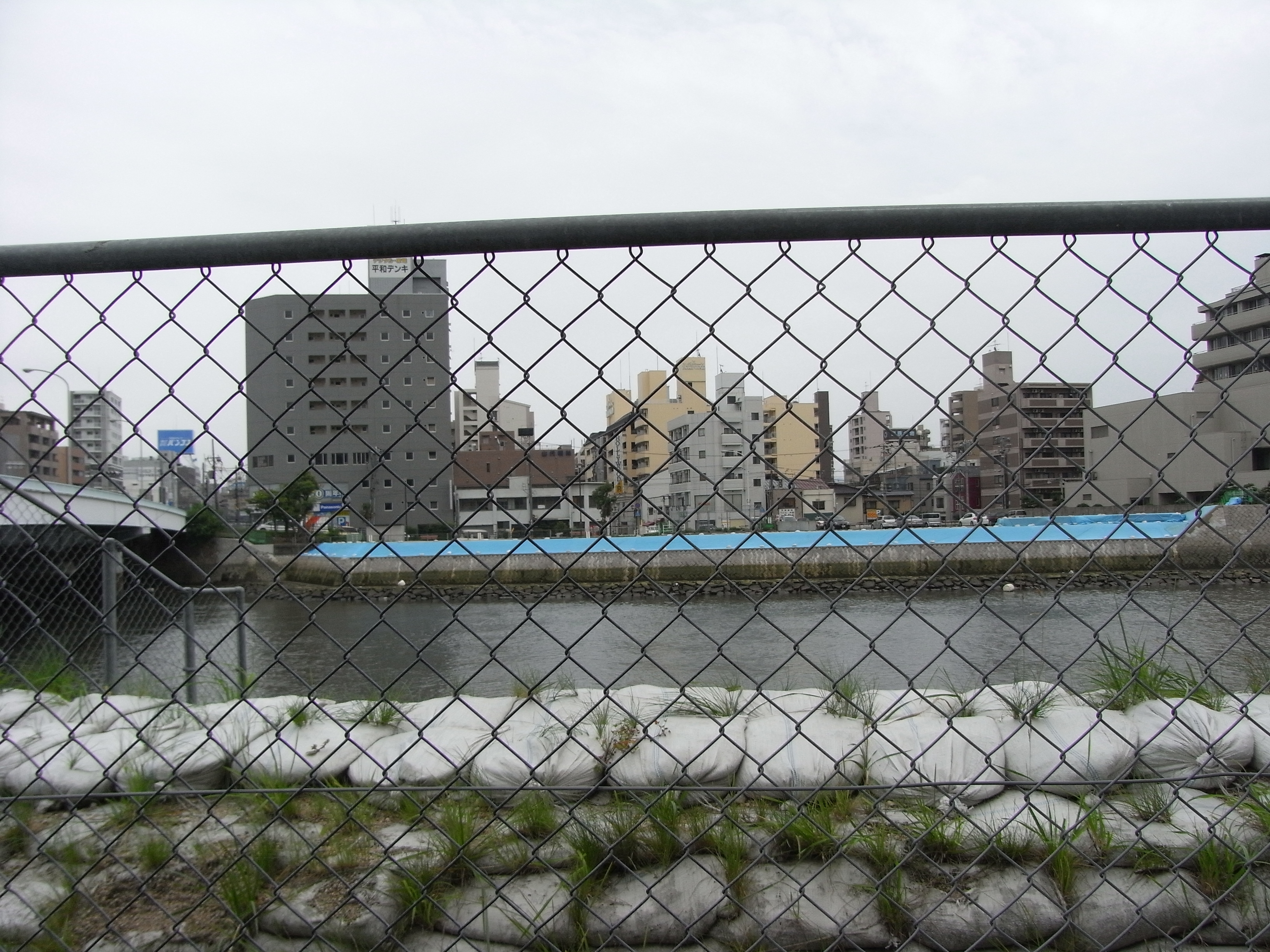
2008年7月撮影 観音側より撮影
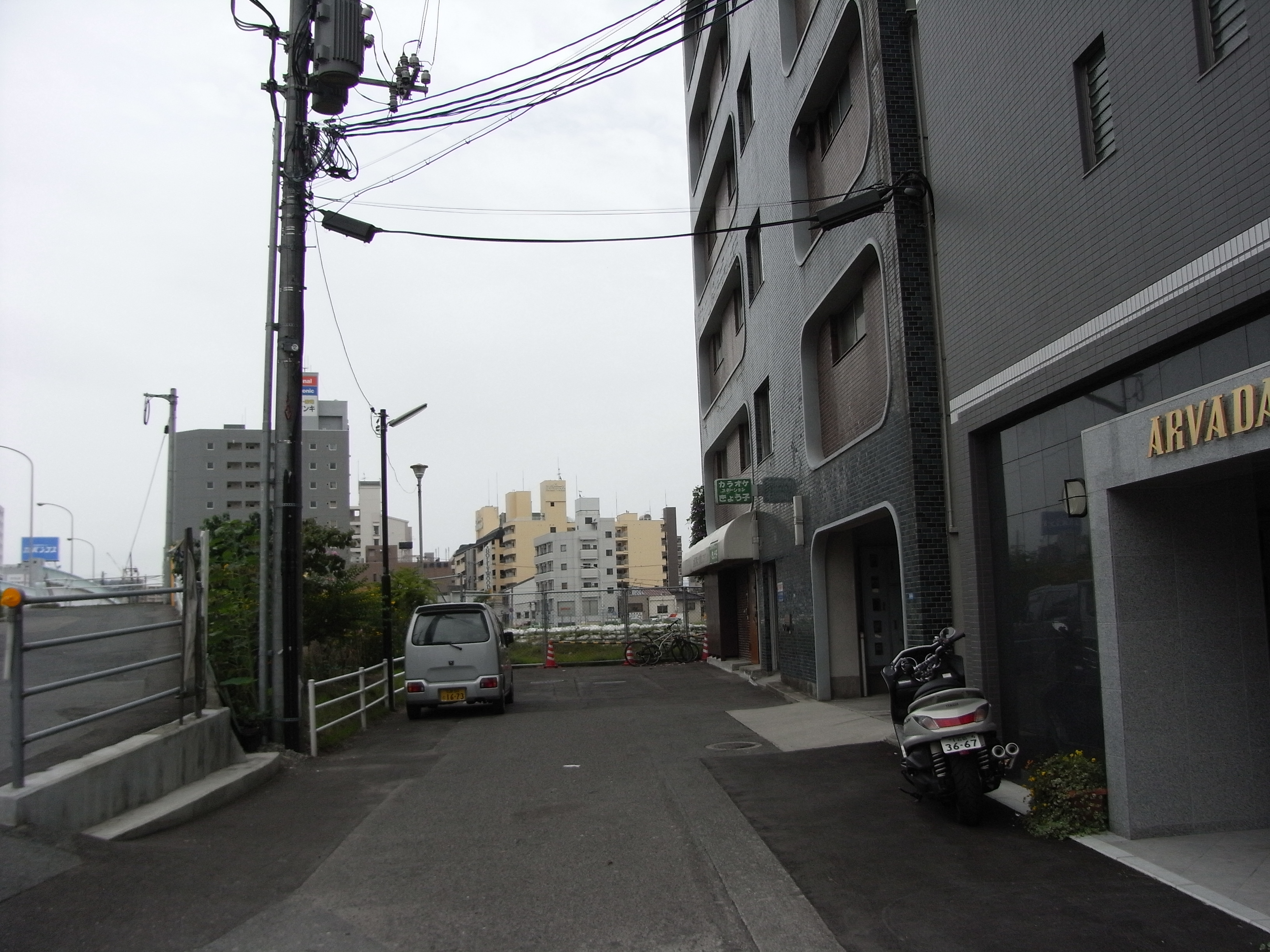
2008年7月撮影 アクセス道を撮影
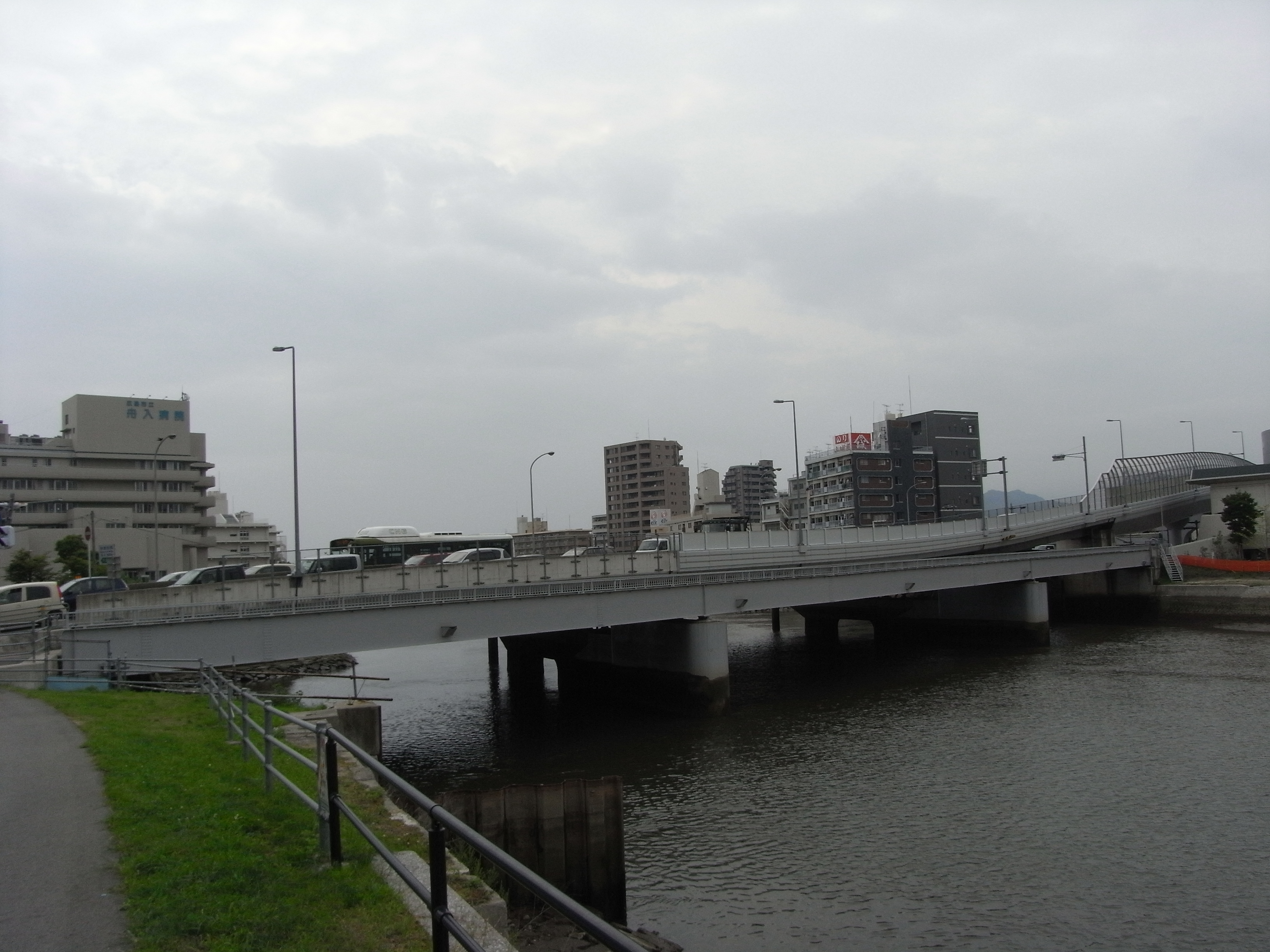
2008年7月撮影 新観音橋の反対サイド

## 参考書籍
- 四国五郎 広島百橋